# Quatuor Debussy
Le Quatuor Debussy est un quatuor à cordes français fondé en 1990 à Lyon.

## Historique
Depuis sa création à Lyon en 1990, le Quatuor Debussy a su s’imposer sur la scène culturelle régionale, nationale et internationale à travers un parcours alliant tradition et audace, richesse du répertoire classique et volonté de renouvellement.
C’est en consacrant tout leur temps à cet art exigeant du quatuor à cordes que les musiciens ont pu développer une activité de concerts variée et intense, en France comme à l’étranger, parallèlement à un travail discographique important ainsi que de nombreuses actions pédagogiques tout en favorisant des rencontres artistiques originales.

## Membres
- Christophe Collette (premier violon),
- Emmanuel Bernard (deuxième violon),
- Vincent Deprecq (alto),
- Cédric Conchon (violoncelle).

## Discographie

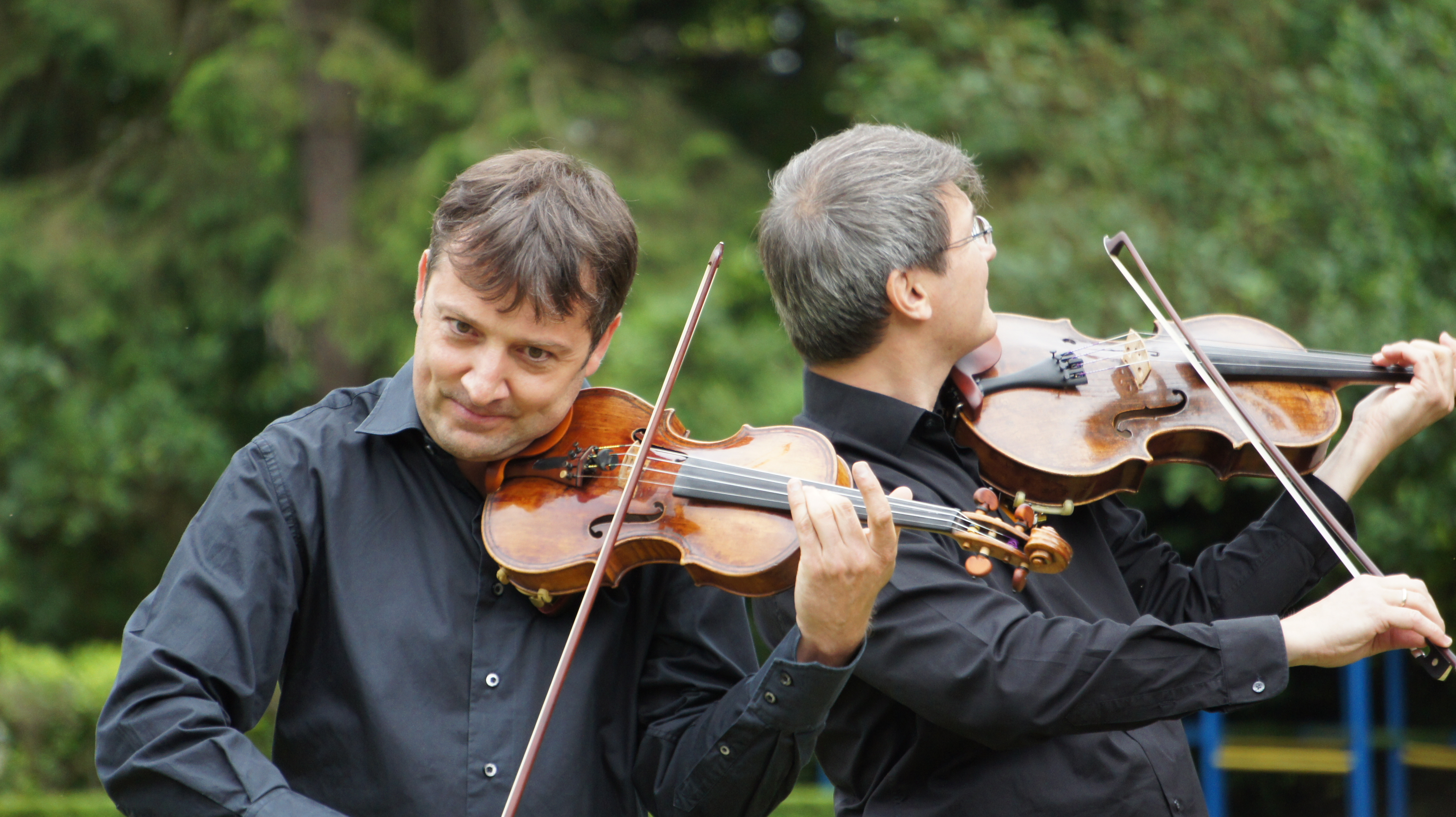
(De g. à dr.) Christophe Collette et Vincent Deprecq en concert avec le Quatuor Debussy en 2013.

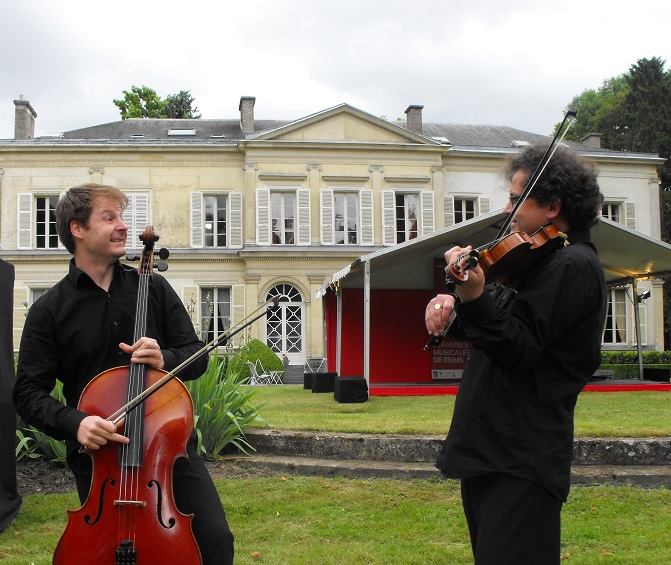
(De g. à dr.) Fabrice Bihan et Marc Vieillefon en concert avec le Quatuor Debussy en 2013.

### Musique française
- Bonnal, Quatuors n°1 et 2, Arion ARN 68504 ƒƒƒƒ Télérama - 5 Diapason Recommandé par Répertoire, Classica et Mezzo.
- Ravel/Fauré, Quatuors, Arion ARN 68647 R9 Classica-Répertoire Recommandé par The Strad
- Witkowski, Quatuors à cordes - Quintette avec piano, avec Marie-Josèphe Jude, Arion ARN 68715 ƒƒƒƒ Télérama
- Lekeu, Timpani choc classica
- Debussy/Caplet, Quatuor à cordes - Danse sacrée, danse profane - Prières - Le Masque de la Mort Rouge, avec Marielle Nordmann (harpe), Françoise Masset (soprano) et Yann Dubost (contrebasse), Timpani 1C1207

### Intégrale Chostakovitch
- Chostakovitch, Quatuors n°4-8-13, Arion, ARN 68461 4 Diapason
- Chostakovitch, Quatuor n°3-7-10, Arion, ARN 68506 ƒƒƒƒ Télérama
- Chostakovitch, Quatuors n°1-5-12, Arion, ARN 68534 / 4 chocs Monde de la musique
- Chostakovitch, Quatuors n°6-9-11, Arion, ARN 68596 / 4 Chocs Monde de la Musique
- Chostakovitch, Quatuor n°15 - Quintette avec piano, Avec Claire-Marie Le Guay, Arion, ARN 68675
- Chostakovitch, Quatuors n°2-14, Arion, ARN 68674, 4 chocs Monde de la musique

### Jeune public
- Gouttenoire / Morel / Ohana / Sciau, Stabat Mater Avec la maîtrise de la Loire
- Comptines et Chansons Volume 1, Avec Philippe Roussel - Cie Philippe Roussel – Enfance et Musique
- Comptines et Chansons Volume 2, Avec Philippe Roussel - Cie Philippe Roussel – Enfance et Musique

### Les inclassables
- Brahms / Weber, Quintettes avec Clarinette, Avec Jean-François Verdier / Arion, ARN 68578 / 5 Diapason
- Mozart, Adagio et Fugue K.546 - Concertos pour piano et quatuor K.413 et K.414 — Avec François Chaplin – Arion, ARN 68718
- Mozart, Requiem, Transcription pour quatuor à cordes de Peter Lichtenthal (1802) Universal Music France / DECCA
- Octuorissimo : Chostakovitch, Mellits, Golijov, Piazzolla, avec le Quatuor Arranoa - 1001 Notes 2013
- Schubert/Janacek : Quatuor n°14 "La Jeune Fille et la Mort" - Sonate à Kreutzer, Evidence Classics / Little Tribeca 2014 EVCD001
- Marc Mellits, Quatuors à cordes nos 3, 4, 5 Evidence Classics / Little Tribeca 2017 B0727KYH2S